# Gero Reimann
Gero Reimann (* 1944 bei Łódź; † 11. August 2009 in Hannover) war ein deutscher Schriftsteller.
Gero Reimann wuchs zeitweise in Südamerika auf, studierte Germanistik, Soziologie und Politologie in Marburg und war bis mindestens Ende der 1990er Jahre Lehrer in Hannover und Stadthagen, zuletzt als Studienrat. Sein Werk ist schmal und besteht neben drei Büchern aus einer Reihe verstreut erschienener Erzählungen, die oft Kontroversen und sowohl Lob als auch herbe Kritik hervorgerufen haben. Dabei zeigte sich Reimann stark beeinflusst von den Texten Philip K. Dicks, den er auch übersetzt hat.
Sein postum erschienener Roman Sonky Suizid, in dem er sich mit seiner Krebserkrankung auseinandersetzt, entstand bereits 1983 und fand lange keinen Verleger. Das Wiederaufflammen der Krankheit bewog Reimann 2009, das Manuskript zu überarbeiten und nochmals auf die Suche nach einem Verlag zu gehen.

## Bücher
- Lila Zukunft und hellgelbe Liebe. Science-fiction-Roman, Heyne Verlag, München 1982
- Dick. Vom Sterben und Leben eines gott- und weltlosen Gnostikers. Eine Opernerzählung (als Gero A. Reimann), id Verlag, Hannover 1984. ISBN 3-7657-0006-1
- Sonky Suizid. Der Vielfalt geht um – ein Totentanz, Shayol Verlag, Berlin 2011, mit einem Vorwort von Winfried Czech. ISBN 978-3-926126-99-3

## Kurzgeschichten (Auswahl)
- Jenseits des Rheins, in: Kopernikus 5, hrsg. von Hans Joachim Alpers, Moewig, Rastatt 1982. ISBN 3-8118-3563-7
- Die Geschichte von dem schlafenden Programm des Meteoriten, in: Kopernikus 6, hrsg. von Hans Joachim Alpers, Moewig, Rastatt 1982. ISBN 3-8118-3575-0
- Die Geschichte von den raumfahrenden Mohawks der Außenstationen, in: Kopernikus 6, hrsg. von Hans Joachim Alpers, Moewig, Rastatt 1982. ISBN 3-8118-3575-0
- Chick’s Polis, in: Kopernikus 7, hrsg. von Hans Joachim Alpers, Moewig, Rastatt 1982. ISBN 3-8118-3587-4
- Illusionaut (Gedicht), in: Science Fiction Story Reader 19, hrsg. von Wolfgang Jeschke, Heyne, München 1983. ISBN 3-453-30872-7
- Die Geschichte vom lebenden Toten, in: Isaac Asimovs Science Fiction Magazin, 20. Folge, hrsg. von Friedel Wahren, Heyne, München 1983. ISBN 3-453-30975-8
- Akenguacu oder Die Austreibung der Mbuea-Indios aus der Ayuydje, dem Ziel am Ende ihres Weges, in: Die Gebeine des Bertrand Russell, hrsg. von Wolfgang Jeschke, Heyne, München 1984. ISBN 3-453-31000-4
- Rotten-Kidnapping, Dublin, in: Venice 2, hrsg. von Wolfgang Jeschke, Heyne, München 1985. ISBN 3-453-31174-4
- Besuch aus Mexiko, in: Entropie, hrsg. von Wolfgang Jeschke, Heyne, München 1985. ISBN 3-453-31236-8
- Begegnung der umständlichen Art, in: c’t Nr. 4/1988, Heise, Hannover.
- Patroktronie II, in: c’t Nr. 7/1993, Heise, Hannover.
- Die Hyperrealitäten des David Lynch (Sachartikel), in: Nova 14, hrsg. von Ronald M. Hahn, Frank Hebben und Michael K. Iwoleit, 2009
- Im Äquilibrium, in: Nova 15, hrsg. von Ronald M. Hahn, Frank Hebben und Michael K. Iwoleit, 2009
- Was denn noch?, in: Nova 17, hrsg. von Ronald M. Hahn, Frank Hebben und Michael K. Iwoleit, 2012

## Übersetzungen (Auswahl)
- Philip K. Dick: Eine Bande von Verrückten. Bekenntnisse eines Schundkünstlers. Jack Isidore (aus Sevilla, Kalifornien) – eine Chronik wahrhaftiger wissenschaftlicher Fakten 1945–1959, mit Jennifer K. Klipp-Reimann, Reidar-Verlag, Hamburg 1987, ISBN 3-924848-04-1